# Рейчел Кунданджи
Рейчел Кунданджи (англ. Rachael Kundananji; нар. 3 червня 2000, Ндола, Замбія) — замбійська футболістка, нападниця казахстанського клубу «БІІК-Казигурт» та національної збірної Замбії.

## Клубна кар'єра
Футбольну кар'єру розпочала на батьківщині в «Індені Роузес». У 2019 підписала 2-річний контракт з казахстанським клубом «БІІК-Казигурт».

## Кар'єра в збірній
Кундананджи вперше отримала виклик до національної збірної Замбії 2018 року, для участі в Чемпіонаті африканських націй, на якому й дебютувала за національну команду, відзначилася трьома голами у трьох зіграних матчах на турнірі. У наступні два роки її регулярно викликали до збірної, але у неї було мало можливостей грати; запланований на 2020 рік розіграш Кубку африканських націй скасували через обмеження, пов'язані з пандемію COVID-19.
Після того, як її національна команда вперше у своїй спортивній історії отримала путівку до Олімпійських ігор, обігравши фаворита збірну Камеруна на передолімпійському турнірі КАФ 2020, у липні 2021 головний тренер Брюс Мвапе додав її до списку 22 гравців, які поїхали на фінальний олімпійський футбольний турнір у Токіо 2020. Після того, як 21 липня 2021 року команда, яка потрапила до групи F, зазнала важкої поразки з рахунком 3:10 в першому матчі проти Нідерландів, Кундананджі стала однією із головних героїнб в наступному нічийному поєдинку проти Китаю, відзначившись на 15-ій хвилині першим голом збірної Замбії у матчі.

### Голи за збірну
Рахунок та результат збірної Замбії в таблиці вказано на першому місці
| № | Дата              | Місце                                        | Суперник             | Рахунок | Результат | Змагання                                                                 |
| - | ----------------- | -------------------------------------------- | -------------------- | ------- | --------- | ------------------------------------------------------------------------ |
| 1 | 18 листопада 2018 | Кейп-Кост Спортс Стедіум, Кейп-Кост, Гана    | Екваторіальна Гвінея | 3–0     | 5–0       | Кубок африканських націй серед жінок 2018                                |
| 2 | 18 листопада 2018 | Кейп-Кост Спортс Стедіум, Кейп-Кост, Гана    | Екваторіальна Гвінея | 5–0     | 5–0       | Кубок африканських націй серед жінок 2018                                |
| 3 | 24 листопада 2018 | Аккра Спортс Стедіум, Аккра, Гана            | ПАР                  | 1–1     | 1–1       | Кубок африканських націй серед жінок 2018                                |
| 4 | 28 серпня 2019    | Нколома, Лусака, Замбія                      | Зімбабве             | 5–0     | 5–0       | кваліфікація до Олімпійського футбольного турніру 2020 - другий раунд    |
| 5 | 8 листопада 2019  | Моі Інтернешнл Спортс Сентр, Касарані, Кенія | Кенія                | 2–2     | 2–2       | кваліфікація до Олімпійського футбольного турніру 2020 - четвертий раунд |

## Досягнення
«БІІК-Казигурт»
- Чемпіонат Казахстану
  -  Чемпіон (2): 2019, 2020
- Кубок Казахстану
  -  Володар (2): 2019, 2020